# Pipilo ocai
Pipilo ocai е вид птица от семейство Овесаркови (Emberizidae).

## Разпространение
Видът е разпространен в Мексико.